# ニスタット条約
ニスタット条約（スウェーデン語: Freden i Nystad、ロシア語: Ништадтский мирный договор）は、大北方戦争の後、1721年9月10日（旧暦で8月30日）にロシア帝国とスウェーデンの間で結ばれた講和条約。
現在のフィンランドのウーシカウプンキ（Uusikaupunki、スウェーデン語でニュスタード）において結ばれた。

## 内容

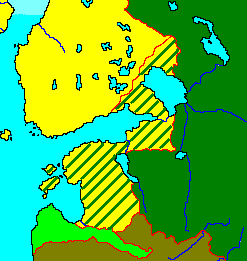
ニスタット条約による国境の変動。黄色の部分は、戦前にスウェーデン領だった地域。緑の斜線の部分が、ニスタット条約でロシアに割譲された地域

大北方戦争中にロシアが占領していたフィンランド、ヴィスマル、フォアポンメルン西部はスウェーデンに返還されたが、カレリアの大部分、エストニア、リヴォニア（スウェーデン領リヴォニア、現ラトビア領）、イングリア（インゲルマンラント、イジョール）、またバルト海のサーレマー島とヒーウマー島（ともに現エストニア領）は、スウェーデンからロシアに割譲された。これにより、スウェーデンが築き上げた「バルト帝国」は名実共に崩壊し、ロシアがスウェーデンに代わってバルト海の覇権を握ることになった。

## 結果・影響
この条約によってバルト海の覇権を失ったスウェーデンでは、大北方戦争中にカール12世が戦死していたこととあわせ、国王の権威を低下させた。そのため王権の制限が進められ、絶対王政下における大国主義から、いわゆる「自由の時代（スウェーデン語: Frihetstiden）」へと移行することになった。一方で、新たにバルト海の覇権を握ったロシアは、ヨーロッパ政治における存在感を強めた。ヨーロッパの主要国はロシアに外交官を常駐させるようになり、国際政治において対ロシア関係を無視することができなくなった。国内でもピョートル1世がその威信を強め、ロシアの元老院から「皇帝」「大帝」などの称号を受けることになった。